# Kamenka
Kamenka (bułg. Каменка) – wieś w Bułgarii, w obwodzie Kyrdżali, w gminie Krumowgrad. W 2024 roku liczyła 68 mieszkańców.